# Open Space
Open Space – debiutancki studyjny album polskiego zespołu The Rookles. Producentem większości utworów jest sam zespół, z wyjątkiem kompozycji „Neonowy świat”, wyprodukowanej przez Piotra Rychleca z zespołu Zakopower. Album został wydany 19 czerwca 2015 roku nakładem wytwórni Fonografika.
Płyta znalazła się na 9. miejscu w plebiscycie „Teraz Najlepsi 2015” czytelników czasopisma Teraz Rock w kategorii Debiut.
Większości nagrań dokonano w studiu ViVi Sound w Otwocku, z wyjątkiem utworu „And I’ll Be There For You”, nagranego w studiu Andrzeja Przychodnia. Realizacją nagrań zajął się Arek Grochowski z zespołu Heroes Get Remembered, za mix i mastering odpowiada Piotr Rychlec.
Za projekt okładki i załączonej do płyty książeczki odpowiada zespół. Zdjęcia wykonali Dariusz Breś i Agnieszka Kubilus. Wykonaniem projektu zajęła się firma Can Design.

## Lista utworów
1. Don’t Even Try (muz. H. Gawroński – sł. M. Wrońska)
2. I Follow You Girl (muz. H. Gawroński – sł. L. Schleigther)
3. With You By My Side (muz. H. Gawroński – sł. M. Samul)
4. Secret (About Your Life) (muz. H. Gawroński – sł. M. Samul)
5. Slide It Like A Man (muz. M. Samul, P. Szczegielniak, H. Gawroński – sł. M. Samul)
6. Fall In Love Again (muz. H. Gawroński – sł. M. Samul)
7. And I’ll Be There For You (muz. H. Gawroński – sł. M. Wrońska)
8. Best Days Of Our Lives (muz. H. Gawroński – sł. M. Samul)
9. The Balcony (muz. P. Szczegielniak, H. Gawroński – sł. M. Samul)
10. Lost The Way (muz. H. Gawroński – sł. M. Samul)
11. The Ballad (Parts I-III) (muz. H. Gawroński – sł. M. Samul, H. Gawroński)
12. Not Going Away (muz. i sł. M. Samul)

Dodatkowe utwory
1. Wypaleni (muz. H. Gawroński – sł. M. Wrońska)
2. Neonowy świat (muz. H. Gawroński – sł. M. Samul)

## Twórcy
- Hubert Gawroński – wokal, gitary
- Maciek Samul – wokal, gitara basowa
- Piotrek Szczegielniak – wokal, gitary
- Kamil Sędek – perkusja, instrumenty klawiszowe

Dodatkowi muzycy
- Piotr „Falko” Rychlec – instrumenty klawiszowe („Neonowy świat”)